# Elophos spurcaria
Elophos spurcaria là một loài bướm đêm trong họ Geometridae.